# 35465 Emilianoricci
35465 Emilianoricci este o planetă minoră (asteroid), cu un diametru de 3,168 km, din centura de asteroizi. A fost descoperită pe 27 februarie 1998 la stazione osservativa di Asiago Cima Ekar⁠(d) de Ulisse Munari⁠(d) și a fost numită după Emiliano Ricci⁠(d). 
Obiectul prezintă o orbită caracterizată de o semiaxă mare de 2,4004757 UAi, o excentricitate de 0,11, o înclinație de 7,30662 ° în raport cu ecliptica.